# Gouvernement Attal
Ve République
Borne Barnier
Le gouvernement Attal est le gouvernement de la République française du 9 janvier au 5 septembre 2024, le quarante-quatrième de la Ve République et le cinquième sous la présidence d'Emmanuel Macron.
Il est dirigé par Gabriel Attal, du parti présidentiel Renaissance et formé après la démission d'Élisabeth Borne le 8 janvier 2024, qui était en poste depuis 2022. Le Premier ministre est nommé par le président de la République Emmanuel Macron le 9 janvier 2024. Les principaux ministres le sont deux jours plus tard.  
Après les élections européennes de juin 2024 qui voient en France la victoire du Rassemblement national, le camp présidentiel sort affaibli des élections législatives anticipées. En conséquence, Gabriel Attal démissionne le 16 juillet 2024, mais le gouvernement reste en place pour gérer les affaires courantes, notamment en raison des Jeux olympiques de Paris, jusqu'à la nomination de Michel Barnier le 5 septembre : c'est la période la plus longue entre la démission d'un gouvernement et la nomination du suivant depuis la Seconde Guerre mondiale. 
Il succède au gouvernement Borne et cède le pouvoir au gouvernement Barnier.

## Formation

### Contexte
Après plusieurs semaines d'agitation médiatique quant à la possibilité d'un remaniement ministériel,,, Élisabeth Borne remet, le 8 janvier 2024, la démission de son gouvernement à Emmanuel Macron, qui l'accepte. Gabriel Attal, jusqu'alors ministre de l'Éducation nationale, est nommé Premier ministre le lendemain.
Une première liste de nominations, concernant les titulaires des ministères de plein exercice ainsi que les ministres délégués auprès du Premier ministre, est annoncée par Alexis Kohler le 11 janvier 2024.
Cette liste est complétée le 8 février 2024 par la nomination de ministres délégués et de secrétaires d'État,, ainsi que le remplacement de Amélie Oudéa-Castéra par Nicole Belloubet au poste de ministre de l'Éducation nationale.

### Comparaison avec le gouvernement précédent
Aucun ministre du gouvernement précédent issu de la gauche (Clément Beaune, Olivier Véran, Olivier Dussopt, Rima Abdul Malak, Stanislas Guerini, Roland Lescure, Fadila Khattabi et Patrice Vergriete) n'est reconduit lors de la première vague de nominations. Sylvie Retailleau est reconduite malgré son opposition au projet de loi immigration récemment adopté.
Plusieurs médias évoquent alors une « droitisation » du gouvernement voire le retour du sarkozysme en raison de l'important nombre de ministres qui ont participé à la présidence de Nicolas Sarkozy,,,, ainsi que la fin du « en même temps »,,,,.
Le nombre total de membres du gouvernement est drastiquement réduit, passant de 41 à quinze (en comptant le Premier ministre) par rapport au dernier remaniement de juillet 2023, ce qui en fait le gouvernement le plus petit de la Ve République. L’Élysée explique cette réduction par une recherche d'efficacité et d'agilité.
Cependant, le 8 février 2024, après une vague de nomination de ministres délégués et de secrétaires d'État, le gouvernement passe de quinze membres à 35 membres (le Premier ministre, treize ministres, seize ministres délégués et cinq secrétaires d'État). Initialement nommée ministre de l'Éducation  en plus de son portefeuille des Sports, Amélie Oudéa-Castéra est rétrogradée aux Sports uniquement après plusieurs polémiques.

## Composition initiale

### Premier ministre
- Premier ministre, chargé de la Planification écologique et énergétique : Gabriel Attal

### Premières nominations en janvier 2024

#### Ministres
- Ministre de l'Économie, des Finances et de la Souveraineté industrielle et numérique : Bruno Le Maire
- Ministre de l'Intérieur et des Outre-mer : Gérald Darmanin
- Ministre du Travail, de la Santé et des Solidarités : Catherine Vautrin
- Ministre de l'Éducation nationale, de la Jeunesse, des Sports et des Jeux olympiques et paralympiques : Amélie Oudéa-Castéra
- Ministre de l'Agriculture et de la Souveraineté alimentaire : Marc Fesneau
- Ministre de la Culture : Rachida Dati
- Ministre des Armées : Sébastien Lecornu
- Garde des sceaux, ministre de la Justice : Éric Dupond-Moretti
- Ministre de l'Europe et des Affaires étrangères : Stéphane Séjourné
- Ministre de la Transition écologique et de la Cohésion des territoires : Christophe Béchu
- Ministre de l'Enseignement supérieur et de la Recherche : Sylvie Retailleau

#### Ministres délégués
- Ministre déléguée chargée du Renouveau démocratique, porte-parole du gouvernement : Prisca Thevenot
- Ministre déléguée chargée des Relations avec le Parlement : Marie Lebec
- Ministre déléguée chargée de l'Égalité entre les femmes et les hommes et de la Lutte contre les discriminations : Aurore Bergé

### Secondes nominations et modifications en février 2024

#### Ministres
- Ministre de l'Économie, des Finances et de la Souveraineté industrielle et numérique : Bruno Le Maire
- Ministre de l'Intérieur et des Outre-mer : Gérald Darmanin
- Ministre du Travail, de la Santé et des Solidarités : Catherine Vautrin
- Ministre de l'Éducation nationale et de la Jeunesse : Nicole Belloubet
- Ministre de l'Agriculture et de la Souveraineté alimentaire : Marc Fesneau
- Ministre de la Culture : Rachida Dati
- Ministre des Armées : Sébastien Lecornu
- Garde des sceaux, ministre de la Justice : Éric Dupond-Moretti
- Ministre de l'Europe et des Affaires étrangères : Stéphane Séjourné
- Ministre de la Transition écologique et de la Cohésion des territoires : Christophe Béchu
- Ministre de la Transformation et de la Fonction publiques : Stanislas Guerini
- Ministre des Sports et des Jeux olympiques et paralympiques : Amélie Oudéa-Castéra
- Ministre de l'Enseignement supérieur et de la Recherche : Sylvie Retailleau

#### Ministres délégués
- Ministre déléguée chargée du Renouveau démocratique, porte-parole du gouvernement : Prisca Thevenot
- Ministre déléguée chargée des Relations avec le Parlement : Marie Lebec
- Ministre déléguée chargée de l'Égalité entre les femmes et les hommes et de la Lutte contre les discriminations : Aurore Bergé
- Ministre délégué chargé de l'Industrie et de l'Énergie : Roland Lescure
- Ministre déléguée chargée des Entreprises, du Tourisme et de la Consommation : Olivia Grégoire
- Ministre délégué chargé des Comptes publics : Thomas Cazenave
- Ministre déléguée chargée des Collectivités territoriales et de la Ruralité : Dominique Faure
- Ministre déléguée chargée des Outre-mer : Marie Guévenoux
- Ministre déléguée chargée de l'Enfance, de la Jeunesse et des Familles : Sarah El Haïry
- Ministre déléguée chargée des Personnes âgées et des Personnes handicapées : Fadila Khattabi
- Ministre délégué chargé de la Santé et de la Prévention : Frédéric Valletoux
- Ministre déléguée auprès du ministre de l'Agriculture et de la Souveraineté alimentaire : Agnès Pannier-Runacher
- Ministre délégué chargé du Commerce extérieur, de l'Attractivité, de la Francophonie et des Français de l'étranger : Franck Riester
- Ministre délégué chargé de l'Europe : Jean-Noël Barrot
- Ministre délégué chargé des Transports : Patrice Vergriete
- Ministre délégué chargé du Logement : Guillaume Kasbarian

#### Secrétariat d'État
- Secrétaire d'État chargée du Numérique : Marina Ferrari
- Secrétaire d'État chargée de la Ville et de la Citoyenneté : Sabrina Agresti-Roubache
- Secrétaire d'État chargée des Anciens combattants et de la Mémoire : Patricia Mirallès
- Secrétaire d'État chargée du Développement et des Partenariats internationaux : Chrysoula Zacharopoulou
- Secrétaire d'État chargé de la Mer et de la Biodiversité : Hervé Berville

## Organisation fonctionnelle

### Organisation fonctionnelle du 11 au 8 février 2024
Premier ministre
- Gabriel Attal, Premier ministre, chargé de la Planification écologique et énergétique
- Prisca Thevenot, ministre déléguée auprès du Premier ministre, chargée du Renouveau démocratique, porte-parole du Gouvernement
- Marie Lebec, ministre déléguée auprès du Premier ministre, chargée des Relations avec le Parlement
- Aurore Bergé, ministre déléguée auprès du Premier ministre, chargée de l'Égalité entre les femmes et les hommes et de la Lutte contre les discriminations

Ministère de l'Économie, des Finances et de la Souveraineté industrielle et numérique
- Bruno Le Maire, ministre de l'Économie, des Finances et de la Souveraineté industrielle et numérique

Ministère de l'Intérieur et des Outre-mer
- Gérald Darmanin, ministre de l'Intérieur et des Outre-mer

Ministère du Travail, de la Santé et des Solidarités
- Catherine Vautrin, ministre du Travail, de la Santé et des Solidarités

Ministère de l'Éducation nationale, de la Jeunesse, des Sports et des Jeux Olympiques et Paralympiques
- Amélie Oudéa-Castéra, ministre de l'Éducation nationale, de la Jeunesse, des Sports et des Jeux Olympiques et Paralympiques

Ministère de l'Agriculture et de la Souveraineté alimentaire
- Marc Fesneau, ministre de l'Agriculture et de la Souveraineté alimentaire

Ministère de la Culture
- Rachida Dati, ministre de la Culture

Ministère des Armées
- Sébastien Lecornu, ministre des Armées

Ministère de la Justice
- Éric Dupond-Moretti, garde des Sceaux, ministre de la Justice

Ministère de l'Europe et des Affaires étrangères
- Stéphane Séjourné, ministre de l'Europe et des Affaires étrangères

Ministère de la Transition écologique et de la Cohésion des territoires
- Christophe Béchu, ministre de la Transition écologique et de la Cohésion des territoires

Ministère de l'Enseignement supérieur et de la Recherche
- Sylvie Retailleau, ministre de l'Enseignement supérieur et de la Recherche

### Organisation fonctionnelle du 8 février au 16 juillet 2024 (Affaires courantes du 16 juillet au 21 septembre 2024)
Premier ministre
- Gabriel Attal, Premier ministre, chargé de la Planification écologique et énergétique
- Prisca Thevenot, ministre déléguée auprès du Premier ministre, chargée du Renouveau démocratique, porte-parole du Gouvernement
- Marie Lebec, ministre déléguée auprès du Premier ministre, chargée des Relations avec le Parlement
- Aurore Bergé, ministre déléguée auprès du Premier ministre, chargée de l'Égalité entre les femmes et les hommes et de la Lutte contre les discriminations

Ministère de l'Économie, des Finances et de la Souveraineté industrielle et numérique
- Bruno Le Maire, ministre de l'Économie, des Finances et de la Souveraineté industrielle et numérique
- Roland Lescure, ministre délégué auprès du ministre de l'Économie, des Finances et de la Souveraineté industrielle et numérique, chargé de l'Industrie et de l'Énergie
- Olivia Grégoire, ministre déléguée auprès du ministre de l'Économie, des Finances et de la Souveraineté industrielle et numérique, chargée des Entreprises, du Tourisme et de la Consommation
- Thomas Cazenave, ministre délégué auprès du ministre de l'Économie, des Finances et de la Souveraineté industrielle et numérique, chargé des Comptes publics
- Marina Ferrari, secrétaire d'État auprès du ministre de l'Économie, des Finances et de la Souveraineté industrielle et numérique, chargée du Numérique

Ministère de l'Intérieur et des Outre-mer
- Gérald Darmanin, ministre de l'Intérieur et des Outre-mer
- Dominique Faure, ministre déléguée auprès du ministre de l'Intérieur et des Outre-mer et du ministre de la Transition écologique et de la Cohésion des territoires, chargée des Collectivités territoriales et de la Ruralité
- Marie Guévenoux, ministre déléguée auprès du ministre de l'Intérieur et des Outre-mer, chargée des Outre-mer
- Sabrina Agresti-Roubache, secrétaire d'État auprès du ministre de l'Intérieur et des Outre-mer et du ministre de la Transition écologique et de la Cohésion des territoires, chargée de la Ville, et auprès du ministre de l'Intérieur et des Outre-mer, chargée de la Citoyenneté

Ministère du Travail, de la Santé et des Solidarités
- Catherine Vautrin, ministre du Travail, de la Santé et des Solidarités
- Sarah El Haïry, ministre déléguée auprès de la ministre du Travail, de la Santé et des Solidarités, de la ministre de l'Éducation nationale et de la Jeunesse et du garde des Sceaux, ministre de la Justice, chargée de l'Enfance, de la Jeunesse et des Familles
- Fadila Khattabi, ministre déléguée auprès de la ministre du Travail, de la Santé et des Solidarités, chargée des Personnes âgées et des Personnes handicapées
- Frédéric Valletoux, ministre délégué auprès de la ministre du Travail, de la Santé et des Solidarités, chargé de la Santé et de la Prévention

Ministère de l'Éducation nationale et de la Jeunesse
- Nicole Belloubet, ministre de l'Éducation nationale et de la Jeunesse
- Sarah El Haïry, ministre déléguée auprès de la ministre du Travail, de la Santé et des Solidarités, de la ministre de l'Éducation nationale et de la Jeunesse et du garde des Sceaux, ministre de la Justice, chargée de l'Enfance, de la Jeunesse et des Familles

Ministère de l'Agriculture et de la Souveraineté alimentaire
- Marc Fesneau, ministre de l'Agriculture et de la Souveraineté alimentaire
- Agnès Pannier-Runacher, ministre déléguée auprès du ministre de l'Agriculture et de la Souveraineté alimentaire

Ministère de la Culture
- Rachida Dati, ministre de la Culture

Ministère des Armées
- Sébastien Lecornu, ministre des Armées
- Patricia Mirallès, secrétaire d'État auprès du ministre des Armées, chargée des Anciens combattants et de la Mémoire

Ministère de la Justice
- Éric Dupond-Moretti, garde des Sceaux, ministre de la Justice
- Sarah El Haïry, ministre déléguée auprès de la ministre du Travail, de la Santé et des Solidarités, de la ministre de l'Éducation nationale et de la Jeunesse et du garde des Sceaux, ministre de la Justice, chargée de l'Enfance, de la Jeunesse et des Familles

Ministère de l'Europe et des Affaires étrangères
- Stéphane Séjourné, ministre de l'Europe et des Affaires étrangères
- Franck Riester, ministre délégué auprès du ministre de l'Europe et des Affaires étrangères, chargé du Commerce extérieur, de l'Attractivité, de la Francophonie et des Français de l'étranger
- Jean-Noël Barrot, ministre délégué auprès du ministre de l'Europe et des Affaires étrangères, chargé de l'Europe
- Chrysoula Zacharopoulou, secrétaire d'État auprès du ministre de l'Europe et des Affaires étrangères, chargée du Développement et des Partenariats internationaux

Ministère de la Transition écologique et de la Cohésion des territoires
- Christophe Béchu, ministre de la Transition écologique et de la Cohésion des territoires
- Dominique Faure, ministre déléguée auprès du ministre de l'Intérieur et des Outre-mer et du ministre de la Transition écologique et de la Cohésion des territoires, chargée des Collectivités territoriales et de la Ruralité
- Patrice Vergriete, ministre délégué auprès du ministre de la Transition écologique et de la Cohésion des territoires, chargé des Transports
- Guillaume Kasbarian, ministre délégué auprès du ministre de la Transition écologique et de la Cohésion des territoires, chargé du Logement
- Sabrina Agresti-Roubache, secrétaire d'État auprès du ministre de l'Intérieur et des Outre-mer et du ministre de la Transition écologique et de la Cohésion des territoires, chargée de la Ville, et auprès du ministre de l'Intérieur et des Outre-mer, chargée de la Citoyenneté
- Hervé Berville, secrétaire d'État auprès du ministre de la Transition écologique et de la Cohésion des territoires, chargé de la Mer et de la Biodiversité

Ministère de la Transformation et de la Fonction publiques
- Stanislas Guerini, ministre de la Transformation et de la Fonction publiques

Ministère des Sports et des Jeux Olympiques et Paralympiques
- Amélie Oudéa-Castéra, ministre des Sports et des Jeux Olympiques et Paralympiques

Ministère de l'Enseignement supérieur et de la Recherche
- Sylvie Retailleau, ministre de l'Enseignement supérieur et de la Recherche

## Démission
Au lendemain du second tour des élections législatives anticipées du 7 juillet 2024, le Premier ministre Gabriel Attal présente la démission du gouvernement au président de la République. Cette démission est acceptée la semaine suivante, le 16 juillet 2024 : à compter de cette date, le gouvernement expédie les affaires courantes jusqu'à la nomination d'un nouveau gouvernement. À sa démission, le gouvernement Attal est l'un des plus courts de la Cinquième République hors gouvernements de transition. Le 23 août 2024, le gouvernement Attal égale le record du plus long gouvernement démissionnaire de la IVe république (38 jours). Le 5 septembre 2024, Michel Barnier est nommé Premier ministre, marquant la fin de la vacance du poste et le nouveau gouvernement est annoncé le 21 septembre.

## Galerie du gouvernement lors de sa démission

### Premier ministre
| Portrait | Fonction                                                               | Nom | Nom           | Parti |
| -------- | ---------------------------------------------------------------------- | --- | ------------- | ----- |
|          | Premier ministre, chargé de la Planification écologique et énergétique |     | Gabriel Attal | RE    |

### Ministres
| Portrait             | Fonction                                                                             | Nom             | Nom                  | Parti ou nuance |
| -------------------- | ------------------------------------------------------------------------------------ | --------------- | -------------------- | --------------- |
| Bruno Le Maire       | Ministre de l'Économie, des Finances et de la Souveraineté industrielle et numérique |                 | Bruno Le Maire       | RE              |
| Gérald Darmanin      | Ministre de l'Intérieur et des Outre-mer                                             | Gérald Darmanin | RE                   |                 |
| Catherine Vautrin    | Ministre du Travail, de la Santé et des Solidarités                                  |                 | Catherine Vautrin    | DVD             |
| Nicole Belloubet     | Ministre de l'Éducation nationale et de la Jeunesse                                  |                 | Nicole Belloubet     | DVG             |
| Marc Fesneau         | Ministre de l'Agriculture et de la Souveraineté alimentaire                          |                 | Marc Fesneau         | MoDem           |
| Rachida Dati         | Ministre de la Culture                                                               |                 | Rachida Dati         | DVD             |
| Sébastien Lecornu    | Ministre des Armées                                                                  |                 | Sébastien Lecornu    | RE              |
| Éric Dupond-Moretti  | Garde des Sceaux, ministre de la Justice                                             |                 | Éric Dupond-Moretti  | SE              |
| Stéphane Séjourné    | Ministre de l'Europe et des Affaires étrangères                                      |                 | Stéphane Séjourné    | RE              |
| Christophe Béchu     | Ministre de la Transition écologique et de la Cohésion des territoires               |                 | Christophe Béchu     | HOR             |
| Stanislas Guerini    | Ministre de la Transformation et de la Fonction publiques                            |                 | Stanislas Guerini    | RE              |
| Amélie Oudéa-Castera | Ministre des Sports et des Jeux olympiques et paralympiques                          |                 | Amélie Oudéa-Castéra | RE              |
| Sylvie Retailleau    | Ministre de l'Enseignement supérieur et de la Recherche                              |                 | Sylvie Retailleau    | SE              |

### Ministres délégués
| Portrait | Fonction | Ministre de tutelle | Nom | Nom                    | Parti ou nuance |
| -------- | --- | --- | --- | ---------------------- | --------------- |
|          | Ministre déléguée chargée du Renouveau démocratique, porte-parole du Gouvernement                                  | Premier ministre, chargé de la Planification écologique et énergétique                                                                           |     | Prisca Thevenot        | RE              |
|          | Ministre déléguée chargée des Relations avec le Parlement                                                          | Premier ministre, chargé de la Planification écologique et énergétique                                                                           |     | Marie Lebec            | RE              |
|          | Ministre déléguée chargée de l'Égalité entre les femmes et les hommes et de la Lutte contre les discriminations    | Premier ministre, chargé de la Planification écologique et énergétique                                                                           |     | Aurore Bergé           | RE              |
|          | Ministre délégué chargé de l'Industrie et de l'Énergie                                                             | Ministre de l'Économie, des Finances et de la Souveraineté industrielle et Numérique                                                             |     | Roland Lescure         | RE              |
|          | Ministre déléguée chargée des Entreprises, du Tourisme et de la Consommation                                       | Ministre de l'Économie, des Finances et de la Souveraineté industrielle et Numérique                                                             |     | Olivia Grégoire        | RE              |
|          | Ministre délégué chargé des Comptes publics                                                                        | Ministre de l'Économie, des Finances et de la Souveraineté industrielle et Numérique                                                             |     | Thomas Cazenave        | RE              |
|          | Ministre déléguée chargée des Collectivités territoriales et de la Ruralité                                        | Ministre de l'Intérieur et des Outre-mer Ministre de la Transition écologique et de la Cohésion des territoires                                  |     | Dominique Faure        | PRV             |
|          | Ministre déléguée chargée des Outre-mer                                                                            | Ministre de l'Intérieur et des Outre-mer |     | Marie Guévenoux        | RE              |
|          | Ministre déléguée chargée de l'Enfance, de la Jeunesse et des Familles                                             | Ministre du Travail, de la Santé et des Solidarités Ministre de l'Éducation nationale et de la Jeunesse Garde des Sceaux, ministre de la Justice |     | Sarah El Haïry         | MoDem           |
|          | Ministre déléguée chargée des Personnes âgées et des Personnes handicapées                                         | Ministre du Travail, de la Santé et des Solidarités                                                                                              |     | Fadila Khattabi        | RE              |
|          | Ministre délégué chargé de la Santé et de la Prévention                                                            | Ministre du Travail, de la Santé et des Solidarités                                                                                              |     | Frédéric Valletoux     | HOR             |
|          | Ministre déléguée sans portefeuille                                                                                | Ministre de l'Agriculture et de la Souveraineté alimentaire                                                                                      |     | Agnès Pannier-Runacher | RE-TdP          |
|          | Ministre délégué chargé du Commerce extérieur, de l'Attractivité, de la Francophonie et des Français de l'étranger | Ministre de l'Europe et des Affaires étrangères                                                                                                  |     | Franck Riester         | RE              |
|          | Ministre délégué chargé de l'Europe                                                                                | Ministre de l'Europe et des Affaires étrangères                                                                                                  |     | Jean-Noël Barrot       | MoDem           |
|          | Ministre délégué chargé des Transports                                                                             | Ministre de la Transition écologique et de la Cohésion des territoires                                                                           |     | Patrice Vergriete      | DVG             |
|          | Ministre délégué chargé du Logement                                                                                | Ministre de la Transition écologique et de la Cohésion des territoires                                                                           |     | Guillaume Kasbarian    | RE              |

### Secrétaires d'État
| Portrait | Fonction                                                                      | Ministre de tutelle                                                                                                   | Nom | Nom                      | Parti ou nuance |
| -------- | ----------------------------------------------------------------------------- | --- | --- | ------------------------ | --------------- |
|          | Secrétaire d'État chargée du Numérique                                        | Ministre de l'Économie, des Finances et de la Souveraineté industrielle et numérique                                  |     | Marina Ferrari           | MoDem           |
|          | Secrétaire d'État chargée de la Ville et de la Citoyenneté                    | Ministre de l'Intérieur et des Outre-mer et du ministre de la Transition écologique et de la Cohésion des territoires |     | Sabrina Agresti-Roubache | RE              |
|          | Secrétaire d'État chargée des Anciens combattants et de la Mémoire            | Ministre des Armées                                                                                                   |     | Patricia Mirallès        | RE              |
|          | Secrétaire d'État chargée du Développement et des Partenariats internationaux | Ministre de l'Europe et des Affaires étrangères                                                                       |     | Chrysoula Zacharopoulou  | RE              |
|          | Secrétaire d'État chargé de la Mer et de la Biodiversité                      | Ministre de la Transition écologique et de la Cohésion des territoires                                                |     | Hervé Berville           | RE              |

## Représentativité

### Parité
Si la parité au gouvernement est numériquement respectée, avec sept femmes et huit hommes (en comptant le Premier ministre), les ministères régaliens sont tous occupés par des hommes et seuls 4 ministères de plein exercice sur 11 sont occupés par des femmes,,. Stéphane Séjourné succède en effet à Catherine Colonna, ministre de l'Europe et des Affaires étrangères, seule femme du gouvernement précédent à être à la tête d'un ministère régalien.
Après la seconde vague de nominations, la parité n'est toujours pas respectée chez les ministres de plein exercice (cinq femmes et huit hommes) mais le reste dans le gouvernement au complet (18 femmes et 17 hommes). Chez les secrétaires d’État, les femmes sont quatre sur les cinq postes.

### Répartition partisane
L'équipe gouvernementale réunit des membres de cinq partis membres de la coalition parlementaire « Ensemble » ainsi que des personnalités non affiliées :
| Parti                           | Parti                                | Premier ministre | Ministres | Ministres délégués | Secrétaires d'État | Total |
| ------------------------------- | ------------------------------------ | ---------------- | --------- | ------------------ | ------------------ | ----- |
| Répartition le 11 janvier 2024  | Répartition le 11 janvier 2024       | 1                | 11        | 3                  |                    | 15    |
|                                 | Renaissance                          | 1                | 5         | 3                  | 9                  |       |
|                                 | Divers droite                        |                  | 2         |                    | 2                  |       |
|                                 | Sans étiquette                       | 2                |           | 2                  |                    |       |
|                                 | Horizons                             | 1                |           | 1                  |                    |       |
|                                 | Mouvement démocrate                  | 1                |           | 1                  |                    |       |
|                                 |                                      |                  |           |                    |                    |       |
| Répartition le 5 septembre 2024 | Répartition le 5 septembre 2024      | 1                | 12        | 16                 | 5                  | 34    |
|                                 | Renaissance                          | 1                | 6         | 9                  | 4                  | 20    |
|                                 | Divers droite                        |                  | 2         |                    |                    | 2     |
|                                 | Sans étiquette                       | 2                |           |                    | 2                  |       |
|                                 | Mouvement démocrate                  | 1                | 2         | 1                  | 4                  |       |
|                                 | Horizons                             | 1                | 1         |                    | 2                  |       |
|                                 | Renaissance - Agir                   |                  | 1         |                    | 1                  |       |
|                                 | Renaissance - Territoires de progrès |                  | 1         |                    | 1                  |       |
|                                 | Parti radical                        |                  | 1         |                    | 1                  |       |
|                                 | Divers gauche                        |                  | 1         |                    | 1                  |       |

### Origine géographique
L'origine géographique des membres du gouvernement fait l'objet de critiques, qui pointent la surreprésentation de Paris et de l'Île-de-France au sein de l'origine des ministres,. François Bayrou, chef d'un des partis composant la majorité présidentielle, pointe ainsi qu'« Il n’y a qu’à regarder la composition du gouvernement : sur les quatorze ministres de plein exercice, onze sont Parisiens ou Franciliens. Pas un seul ne vient du sud de la Loire ».

## Relations avec le Parlement
Après le discours de politique générale, le gouvernement ne se soumet pas au vote de confiance, comme son prédécesseur, Élisabeth Borne.

### Motions de censure
| Date du vote | Outil et contexte | Groupe | Groupe | Groupe | Groupe | Groupe | Groupe | Groupe | Groupe | Groupe | Groupe | NI | Résultat | Résultat |
| Date du vote | Outil et contexte | GDR    | LFI    | ECO    | SOC    | RE     | DEM    | HOR    | LIOT   | LR     | RN     | NI | Résultat | Résultat |
| --- | ----------------- | ------ | ------ | ------ | ------ | ------ | ------ | ------ | ------ | ------ | ------ | -- | -------- | -------- |
| Date du vote | Outil et contexte |        |        |        |        |        |        |        |        |        |        | NI | Résultat | Résultat |
| 5 fév. 2024 | article 49 al. 2  | 18     | 69     | 18     | 18     | 0      | 0      | 0      | 0      | 0      | 0      | 1  | 124      | Rejetée  |
| 3 juin 2024 | article 49 al. 2  | 22     | 74     | 11     | 26     | 0      | 0      | 0      | 0      | 0      | 87     | 2  | 222      | Rejetée  |
| 3 juin 2024 | article 49 al. 2  | 0      | 0      | 0      | 0      | 0      | 0      | 0      | 0      | 0      | 87     | 2  | 89       | Rejetée  |
| Majorité absolue des membres de l'Assemblée nationale requise (289 voix en faveur). Le ou les groupes signataires de la motion de censure sont identifiés en souligné. |                   |        |        |        |        |        |        |        |        |        |        |    |          |          |